# Вредители леса
Вредители леса — организмы, повреждающие различные части, органы и ткани лесных древесных и кустарниковых пород растений, в результате чего снижается или нарушается прирост и плодоношение растений, происходит их отмирание и повреждение.

## Группы вредителей леса
Подавляющее большинство древесных вредителей составляют насекомые, в меньшей степени вредят некоторые виды клещей и позвоночных животных, особенно мышевидные грызуны и зайцеобразных (зайцы).
Основой классификации вредителей леса на группы является среда обитания, характер питания, характер наносимых повреждений. В зависимости от указанных критериев выделяют:
- вредителей листвы и хвои;
- стволовых вредителей;
- вредителей корней;
- вредителей плодов и семян.

Вредители леса являются частью лесной фауны.